# Dejan Tomašević
Dejan Tomašević (serbisch-kyrillisch Дејан Томашевић; * 5. Mai 1973 in Belgrad, SR Serbien) ist ein ehemaliger serbischer Basketballspieler.
Dejan Tomašević begann seine Profikarriere in seinem Heimatland Serbien bei Borac Čačak. 1991 wechselte er zum serbischen Traditionsverein Roter Stern Belgrad, wo er bis 1995 unter Vertrag stand und zweimal die Meisterschaft gewinnen konnte (1993, 1994). 1995 wechselte er zum Stadt- und Erzrivalen Partizan Belgrad, was großen Unmut bei den Fans von Roter Stern auslöste. Mit Partizan gewann Tomasevic neben zwei Meisterschaften (1996, 1997) auch einen Pokal (1999). 1999 unterschrieb er bei Budućnost Podgorica und konnte drei weitere nationale Titel erringen. 2001 wechselte Tomašević erstmals ins Ausland nach Spanien und spielte dort für die Vereine Taugres (2001 bis 2002) sowie Valencia (2002 bis 2005). In diesem Zeitraum konnte er neben einem Double (2002) 2003 auch den ULEB Cup gewinnen. Ab 2005 spielte Tomašević beim griechischen Traditionsverein Panathinaikos Athen, wo er gleich im ersten Jahr das Double und in seinem zweiten Jahr das Triple gewinnen konnte.
Der 2,08 m große Center errang neben einer Reihe von nationalen Titeln u. a. auch drei Europameister- sowie eine Weltmeisterschaft mit der serbischen Nationalmannschaft, bei der er über Jahren ein fester Bestandteil war.

## Erfolge
- Serbisch-montenegrinischer Meister: 1993, 1994, 1996, 1997, 2000, 2001
- Spanischer Meister: 2002
- Griechischer Meister: 2006, 2007, 2008
- Serbischer Pokalsieger: 1999, 2001
- Spanischer Pokalsieger: 2002
- Griechischer Pokalsieger: 2006, 2007, 2008
- EuroLeague: 2007
- ULEB Cup: 2003
- Europameister: 1995, 1997, 2001
- Weltmeister: 1998, 2002
- Silbermedaille Olympia: 1996
- Bronzemedaille Europameisterschaft: 1999

## Auszeichnungen
- MVP der serbischen Liga: 1998
- MVP der Euroleague: 2001
- All-Euroleague 1st Team: 2001, 2002
- MVP des ULEB-Cup-Finales: 2003
- Teilnahme am jugoslawischen All Star Game: 1999, 2000
- Teilnahmen an Europameisterschaften: 1995, 1997, 1999, 2001, 2005
- Teilnahme an Weltmeisterschaften: 1998, 2002
- Teilnahme an Olympischen Spielen: 1996, 2000, 2004